# Nijiho Nagata
Pour les articles homonymes, voir Nagata (homonymie).
Pas d'image ? Cliquez ici

a Compétitions nationales et continentales officielles uniquement.

b Matchs officiels uniquement.
Dernière mise à jour le 28 juillet 2025.
Nijiho Nagata (永田 虹歩, Nagata Nijiho), née le 6 décembre 2000 à Nagoya (Japon), est une joueuse internationale japonaise de rugby à XV évoluant aux postes de pilier et talonneur.

## Biographie
Nijiho Nagata naît le 6 décembre 2000 à Nagoya au Japon. Elle commence la pratique du rugby à XV au lycée. Elle connaît sa première sélection avec le Japon en 2021, face au pays de Galles (défaite 23-5).
En 2022, elle joue pour le club de l'International Budo University (en) dans la préfecture de Chiba. Elle compte neuf sélections en équipe nationale quand elle est retenue en septembre pour disputer la Coupe du monde en Nouvelle-Zélande.
En 2023, après une saison avec les Mie Pearls (finalistes du championnat), elle part jouer en Nouvelle-Zélande. Elle est licenciée au club du Ponsonby RFC mais joue pour la province d'Auckland en Farah Palmer Cup. En fin d'année, elle dispute le WXV avec les Sakura.
L'année suivante, elle est sélectionnée pour jouer avec les Blues en Super Rugby Aupiki, en remplacement d'Esther Faiaoga-Tilo (en), blessée pour la durée de la compétition. Elle dispute sept rencontres et remporte la compétition,.
En juillet 2025, comptant désormais 29 capes en équipe nationale, elle est à nouveau retenue pour la Coupe du monde.

## Palmarès
- Vainqueur de la Farah Palmer Cup en 2023.
- Finaliste du Championnat du Japon en 2023.
- Vainqueur du Super Rugby Aupiki en 2024.